# Passerelle Muids-Bernières
La passerelle Muids-Bernières est une  passerelle destinée à l'acheminement de granulats franchissant la Seine entre les communes de Muids et des Trois-Lacs dans le département de l'Eure.

## Descriptif
Cette passerelle, d'une portée de 300 mètres, franchit la Seine à une hauteur de 13 mètres. Elle est mise en service en 1999 et relie le gisement de sable de Muids aux installations de traitement des Trois-Lacs sur l'autre rive. Elle permet le transport des granulats par un tapis transporteur d'une longueur totale de 6 kilomètres. Elle est gérée par la Compagnie des sablières de la Seine (groupe Lafarge Granulats).